# Chó đốm
Chó đốm hay còn gọi là chó Dalmatian (tiếng Croatia: Dalmatinac, Dalmatiner) là một giống chó nhà có nguồn gốc từng vùng Dalmatia (một phần của lãnh thổ Croatia), nơi mà giống chó này được tìm thấy với đặc trưng là thân hình có những đốm đen trên nền lông trắng, giống chó này thường được gọi là bánh Pudding nhân nho khô vì bộ lông đốm của chúng. Nguồn gốc của chúng là giống chó kéo xe và chó săn mùi. Chó đốm là một loại chó cưng trong nhà chúng rất năng động và thích chạy. Chó đốm được biết đến nhiều thông qua bộ phim hoạt hình nổi tiếng 101 chú chó đốm.

## Tổng quan
Nguồn gốc của chó Đốm đang tranh cãi. Dấu vết của chúng bắt nguồn từ thời kỳ Hy Lạp cổ đại. Giống chó này trở nên nổi tiếng như giống chó hộ vệ cho các xe ngựa kéo vào những năm 1800. Chúng chạy song song với cỗ xe ngựa và canh gác cả xe lẫn ngựa những lúc chủ nhân vắng mặt. Chúng luôn luôn theo sát gót chủ nhân bất kể khi ông ta đi bộ, cưỡi ngựa hay ngồi trên xe. Những chú chó Đốm linh hoạt được sử dụng vào rất nhiều việc khác nhau như lính canh gác trong chiến tranh, biểu diễn các tiết mục xiếc, chó săn, chó bảo vệ.
Trước đây, chúng là những con chó được nuôi để chạy trước xe ngựa kéo và sẽ sủa báo hiệu khi có chướng ngại vật trên đường hay để mọi người tản ra tránh đường cho xe chạy, với mục đích này chúng được coi như là những chiếc còi báo hiệu, ngày nay, phương tiện đã hiện đại và lẽ tất nhiên là chúng không còn được sử dụng cho mục đích này mà thay vào đó là như những người bạn trong gia đình ở nhiều nước Âu-Mỹ do tính khí thân thiện của chúng với con người.

## Đặc điểm
Chúng có thân hình cân đối, cơ bắp nhưng thanh thoát và có sức chịu đựng dẻo dai đáng kinh ngạc. Chúng có bộ lông ngắn, cứng và dày màu trắng toát điểm một cách ngẫu nhiên những đốm màu đen hoặc nâu đỏ. Những vết đốm này ngoài màu đen truyền thống còn có các màu khác như nâu, chanh, xanh sẫm hoặc trắng tuyền. Những con bị điếc thường là rất khó nuôi dạy và hay trở nên hung hãn khi trưởng thành. Ngoài ra sỏi thận và dị ứng cũng là 2 căn bệnh chủ yếu nữa của giống chó này. Chó đốm là loài chó duy nhất bị bệnh gút, bởi chúng là loài có vú duy nhất, trừ con người, sản xuất ra axit uric. Nồng độ axit uric của chó Đốm thường cao hơn các giống chó khác. Vì vậy nên cần có chế độ dinh duỡng nghèo đạm dành cho giống chó này.

### Cơ thể
Chó đốm có một kích thước trung bình được xác định rõ, nó có tuyệt vời với độ bền và sức chịu đựng cao, chó có tầm vóc trung bình: cao 56–61cm, dài 112 –113cm, cân nặng 32kg. Khi phát triển đầy đủ, trọng lượng của nó thường dao động trong khoảng 35 đến 70 pounds (16 và 32kg) và chiều cao khi đứng 19-24 inch (48–61cm), với con đực thường lớn hơn một chút so với con cái. Chân của chó có hình tròn, các ngón chân vòm, và các móng thường có màu trắng hoặc màu sắc tương tự như các điểm của chó. Tai mỏng côn về phía đầu và được thiết lập khá cao và sát với đầu. Màu mắt thay đổi từ màu nâu, hổ phách hoặc màu xanh, một số con chó có một mắt màu xanh và một mắt màu nâu, hoặc kết hợp khác.

### Lông
Bộ lông màu trắng mịn với những đốm đen trang điểm, lúc còn chó con bộ lông trắng tuyền, khi lớn lên mới có các đốm đen, cổ dài, lưng thẳng có độ nghiêng về phía sau, chân cao thẳng, chân sau có khoeo giống khoeo mèo, đuôi dài. Chó đốm được sinh ra với lông màu trắng và các đốm đầu tiên của chúng thường xuất hiện trong vòng ba tuần sau khi sinh. Sau khoảng một tháng thì xuất hiện hầu hết các đốm, mặc dù họ tiếp tục phát triển trong suốt cuộc đời với tốc độ chậm hơn nhiều.
Đốm thường có kích thước từ 30 đến 60 mm, và phổ biến nhất là màu đen hoặc nâu. Lông khác có màu hiếm hơn, bao gồm màu xanh (màu xanh-xám), vện, khảm, tricolored (với đốm nâu trên lông mày, má, chân và ngực), và màu cam hoặc chanh (vàng nhạt tối màu). Chúng rụng lông rất nhiều vào 2 lần trong năm. Cần chải lông thường xuyên bằng bàn chải chuyên dụng. Chỉ tắm cho chúng khi cần thiết. Chó đốm không có mùi hôi của chó và rất sạch sẽ, thậm chí chúng còn biết tránh các vũng nước bẩn.

## Sinh đẻ
Chó đực có thể giao phổi lúc 25-28 tháng tuổi, chó cái sinh sản khi được 20-22 tháng tuổi. Chúng rất mắn đẻ, có thể đẻ đến 15 con. Chó đốm thường đẻ từ 9-13 chó con, Nhưng chúng được biết có lứa đẻ lớn hơn, chẳng hạn như một lứa chó con mười tám con vào tháng 1 năm 2009 (tất cả đều khỏe mạnh). Bệnh điếc đe doạ khoảng từ 10 – 12% chó Đốm mới sinh. Tất cả chó con mới sinh ra đều được kiểm tra về thính lực qua hệ thống test đặc biệt (BAER-test), và những con điếc hoàn toàn sẽ bị hoạn hoặc thiến. Việc kiểm tra này được thực hiện khi chó con đạt 6 tuần tuổi.

## Sử dụng
Chó Đốm thường được sử dụng như một loại chó cứu hộ, đối tác thể thao, thường xuyên nhất một con chó nhà, và có thể được sử dụng như một con cứu hỏa. Ngày nay, giống chó thanh nhã này chủ yếu được nuôi như người bạn của gia đình vì loài chó này rất thông minh, năng động, thân hình rắn chắc, cường tráng, có sức chịu đựng rất bền bỉ, tôn trọng mệnh lệnh của chủ, thần kinh cân bằng, được sử dụng vào mục đích thể thao và đa số chúng được nuôi làm thú cưng tốt mã và tốt bụng trong gia đình.

## Tập tính
Chó đốm được tạo ra để chạy theo các cỗ xe ngựa của các nhà quý tộc thời xưa, vì vậy chúng có một sức bền bỉ.Chúng không thích ngồi một chỗ, quanh quẩn và không làm gì. Rất hiếu động, vui vẻ, cực kỳ mẫn cảm và trung thành. Chó Đốm cần có sự quan tâm của chủ, nếu không sẽ dễ bị rơi vào trạng thái stress. 
Chúng có một trí nhớ tốt và có thể ghi nhớ hàng năm những người đã hành hạ chúng. Rất thích nô đùa vớí trẻ nhỏ, tuy vậy cần để mắt để chúng không xô ngã trẻ mới biết đi. Hoà thuận với các súc vật nuôi khác, đôi khi tỏ ra hung dữ đối với chó lạ. Rất thông minh nhưng đôi lúc cũng tỏ ra cứng đầu. Chúng rất dễ dạy dỗ và rất biết vâng lời chủ. Có thể dạy chúng trở thành chó bảo vệ và trông nhà rất tốt.
Căn hộ không phải là không gian sống lý tưởng cho loài chó này nếu hàng ngày không cho chúng dạo chơi và chạy nhảy ở bên ngoài một vài lần. Thích hợp hơn khi chúng có một không gian rộng rãi như sân vườn. Không nên nhốt chúng ở ngoài trời khi không khí lạnh. Rất cần có các hoạt động tích cực đòi hỏi thể lực. Dalmatian cần có sự tập luyện thể lực hàng ngày. Đặc biệt rất thích chạy.

## Văn hóa

### Phim ảnh
- Phim hoạt hình điện ảnh Mỹ 101 con chó đốm (One hundred and one dalmatians) của Walt Disney (1961)
- Phim điện ảnh Mỹ 101 dalmatians (1996)
- Phim điện ảnh Mỹ 102 dalmatians (2000)
- Phần TV Cartoon: "Mike, the Firefighting Dog" trong phim truyền hình múa rối Elmo's world: Firefighters (2003)
- Tập "Kip joims the circus/Baby boom" trong phim hoạt hình nhiều tập Higglytown heroes (2005)
- Phim hoạt hình Việt Nam nhiều tập Chuyện của Đốm (157 - 654) (2016 - 2017)
- Phim điện ảnh Mỹ Cruella (2021)

### Sách
Tiểu thuyết The Hundred and One Dalmatians của tiểu thuyết gia Dodie Smith (1956)